# 浜田涼
浜田 涼（はまだりょう、1966年 - ）は、日本の現代美術家、洋画家。

## 来歴
東京都生まれ。女子美術大学付属高等学校、女子美術大学芸術学部絵画科洋画専攻卒業。多摩美術大学研究生を経て、2002年から2016年まで、女子美術大学洋画研究室非常勤講師。
2010年より、女子美術大学付属高等学校・中学校美術科専任教諭。
専門の洋画の他に、写真でも高い評価を受け、2016年に写真作品19点が東京都写真美術館に永久保存された。

## 主な展覧会
- 1996年：水戸アニュアル‘96　プライベートルーム―写真としての日常 水戸芸術館（水戸）
- 1999年：ワークショップ　東京都現代美術館（東京）
- 2002年：Ego（s）volet 3　クラマール市・シャノ現代美術センター(CENTRE D'ART CONTEMPORAIN CHANOT)（クラマール、フランス）
- 2005年：竹下都（インディペンデント・キューレター）+表参道画廊企画　浜田涼　個展[1]（表参道画廊）
- 2006年
  - VOCA展2006 上野の森美術館（東京）
  - Episodes of Summer #1 CAI（現 MIKIKO SATO GALLRY）（ハンブルク、ドイツ）
- 2009年：ワークショップ　国立新美術館（東京）
- 2011年：PLATFORM 2011 「浜田涼／小林耕平／鮫島大輔 ー 距離をはかる」展　練馬区立美術館（東京）
- 2015年：2015 ピョンチャンビエンナーレ（ガンウォン道・韓国）
- 2017年：総合開館20周年記念 TOPコレクション「シンクロニシティ」平成をスクロールする 秋期[3] 東京都写真美術館（東京）
- 2019年：浜田涼展「とろけるtimes」[4]（藍画廊）

## コレクション
- ART BY XEROX（富士ゼロックス株式会社）
- 足利市立美術館
- 東京都写真美術館

## 著作物
- 『忘却録』（アート・バイ・ゼロックス　富士ゼロックス　2007.7）
- 『とぼとぼと』（藍画廊　2016.3）